# Pandora (konzole)
Pandora je kapesní herní konzole sedmé generace, vyvinutá členy komunity a některými původními distributory konzolí GP32 a GP2X. Ač je primárně herní konzolí, některými svými vlastnostmi se blíží možnostem PDA či ultrapřenosných počítačů, může sloužit i jako kapesní multimediální přehrávač. Používá otevřený systém na bázi Linuxu, jako window manager je použito Xfce či E17. Podobně jako třeba GP2X je Pandora zaměřená především na emulaci jiných konzolí a systémů, navíc jsou podporovány balíčky distribuce Debian kompilované pro ARM. První zásilky Pandor se začaly dodávat zákazníkům 21. května 2010. Kvůli problémům byla v roce 2011 výroba přesunuta z Texasu do Německa, což způsobilo další zpoždění, nicméně zároveň byla navýšena paměť RAM na 512 MB (z 256 MB). K červnu 2012 bylo dodáno 4600 kusů, přičemž 400 předobjednávek stále čekalo na dodání. V roce 2012 byla nabídnuta omezená série Pandor s 1 GHz procesorem, přičemž kvůli nedostatku původních čipů tento model pravděpodobně nahradí původní s procesorem o frekvenci 600 MHz.

## Specifikace[1]

### Pandora Classic
- Texas Instruments OMAP3530 System-on-Chip
  - Superskalární mikroprocesor ARM Cortex-A8 na frekvenci 600 MHz (dle výrobce přetaktovatelný až na 900 MHz)[2][3],
  - 256 MB DDR-333 SDRAM
  - 512 MB NAND flash paměť
  - IVA2+ audio a video procesor o frekvenci 430 MHz (založený na DSP jádře TMS320C64x+) používající technologii DaVinci od Texas Instruments
  - 3D akcelerátor PowerVR SGX 530 (110 MHz) s podporou OpenGL ES 2.0
- Vestavěné Wi-Fi 802.11b/g
- Vestavěné Bluetooth 2.0
- Dotykový LCD displej o velikosti 4,3" palce s rozlišením 800×480 pixelů, který umí zobrazit až 16,7 miliónu barev
- Dva analogové minijoysticky
- Ovládací prvky gamepadu
- Dva sloty pro karty SDHC s podporou karty o velikosti max. 32 GB na jeden slot
- Výstup na sluchátka
- Výstup na televizi (kompozitní a S-Video)
- Interní mikrofon s možností připojení externího
- 43tlačítková QWERTY a numerická klávesnice
- USB 2.0 OTG port (480 Mb/s) se schopností nabíjet baterie
- USB 2.0 HOST port (480 Mb/s) se schopností zajistit proud až 500 mA pro připojená zařízení
- Jednoduše dostupné USART pro hackování a ladění hardwaru
- Operační systém založený na linuxové distribuci Ångström
- 4200 mAH nabíjecí Li-Pol baterie
- Očekávaná výdrž na baterii 5-10+ h pro hraní her, při prohlížení videa a používání jiných aplikací se očekává výdrž nad 10 hodin, teoretická výdrž nad 100 hodin pro přehrávání hudby s vypnutým podsvícením displeje.[4][5]
- Rozměry: 140×83×27 mm
- Váha: ~335 g (s akumulátorovou baterií 4000 mAh)

### Pandora Rebirth
- Paměť RAM navýšena na 512 MB.
- Nová revize GPU PowerVR SGX 530 (taktéz 110 MHz)

### Pandora 1 GHz
- Texas Instruments DM3730 System-on-Chip
  - procesor ARM Cortex-A8 s frekvencí 1 GHz
  - Grafický čip PowerVR SGX530 s frekvencí 200 MHz
  - IVA2.2 audio a video procesor o frekvenci 800 MHz (založený na DSP jádře TMS320C64x+) používající technologii DaVinci od Texas Instruments.